# 우먼 워크스 어헤드
《우먼 워크스 어헤드》(영어: Woman Walks Ahead)는 2017년 제작된 미국의 전기, 드라마 영화이다. 캐서린 웰던의 실화를 다룬 작품이다. 수재나 화이트가 연출하고 제시카 채스테인, 마이클 그레이아이스, 샘 록웰, 키어런 하인즈 등이 출연한 예정이다. 2017 토론토 국제 영화제에서 상영되었다.

## 출연진
- 제시카 채스테인 - 캐서린 웰던
- 마이클 그레이아이스 - 앉은 황소
- 샘 록웰
- 키어런 하인즈
- 채스케이 스펜서
- 빌 캠프